# Танковый десант

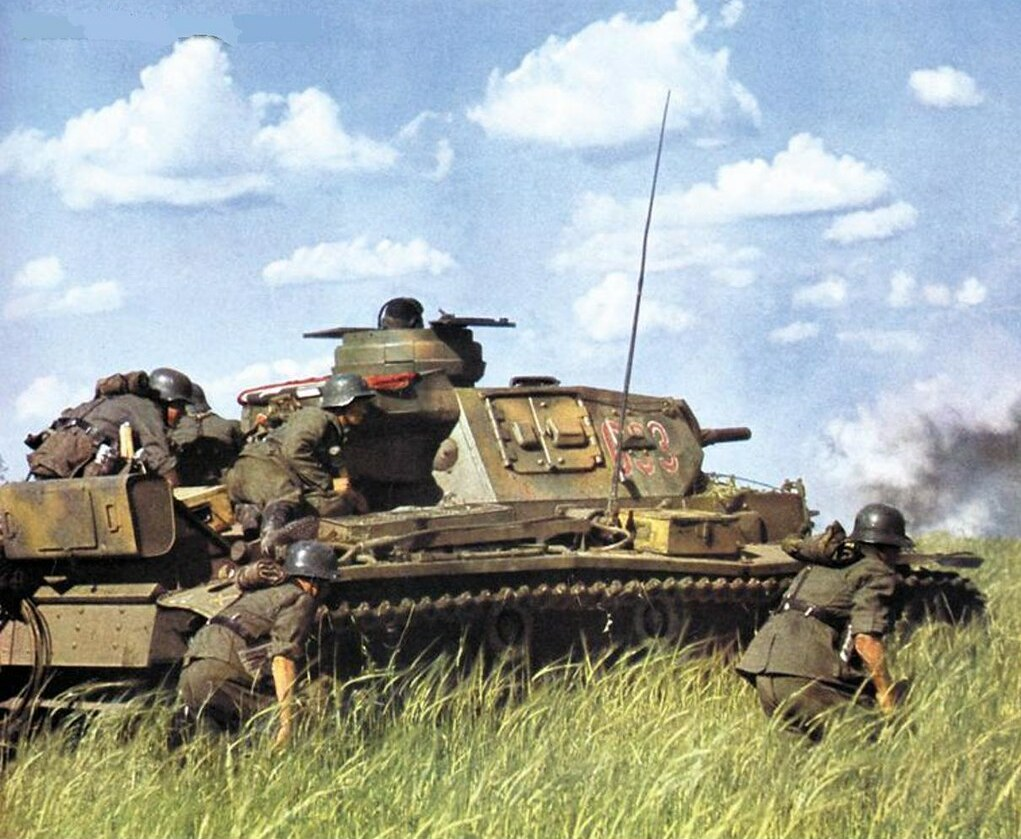
Немецкий танковый десант на танке Т-III, 1941 год.

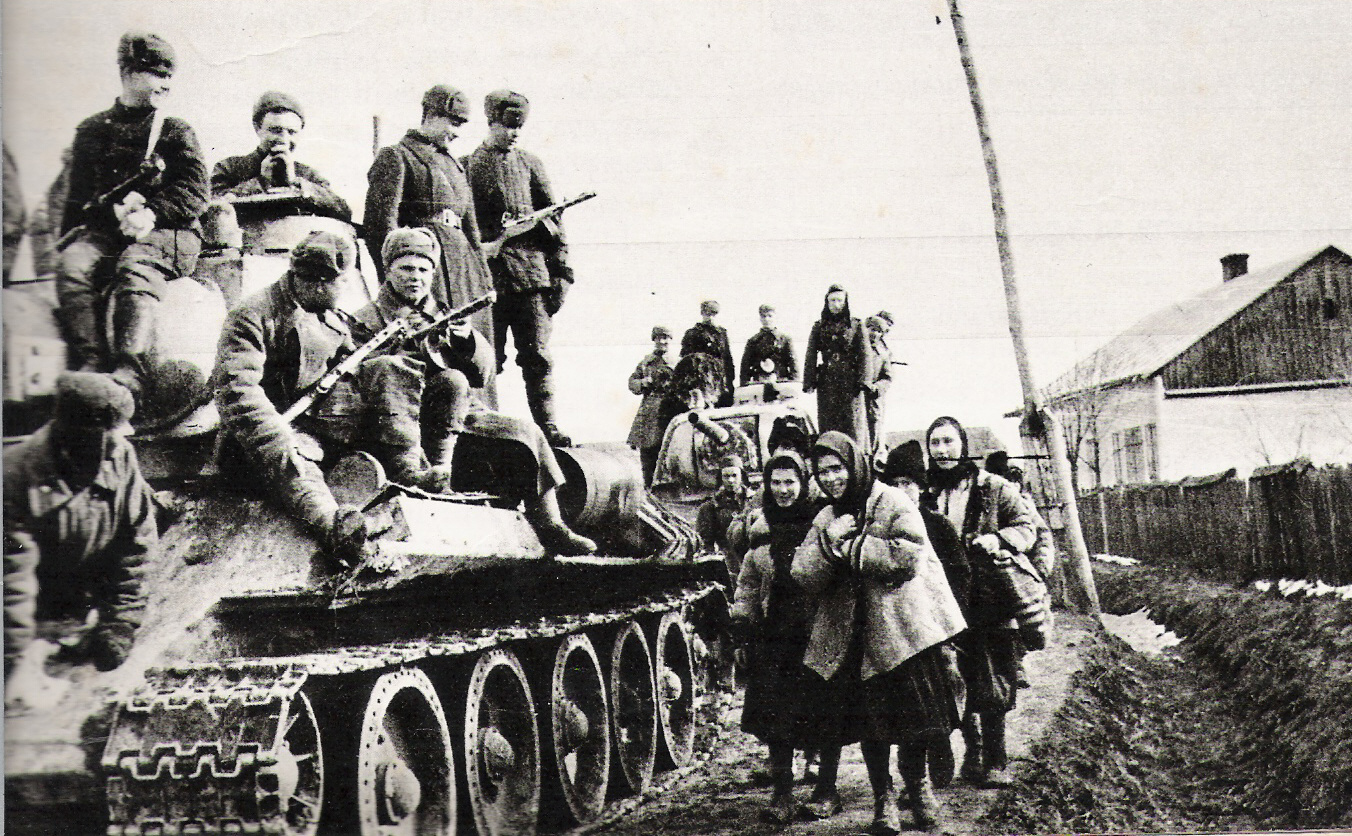
Советский танковый десант, УССР, 1944 год.

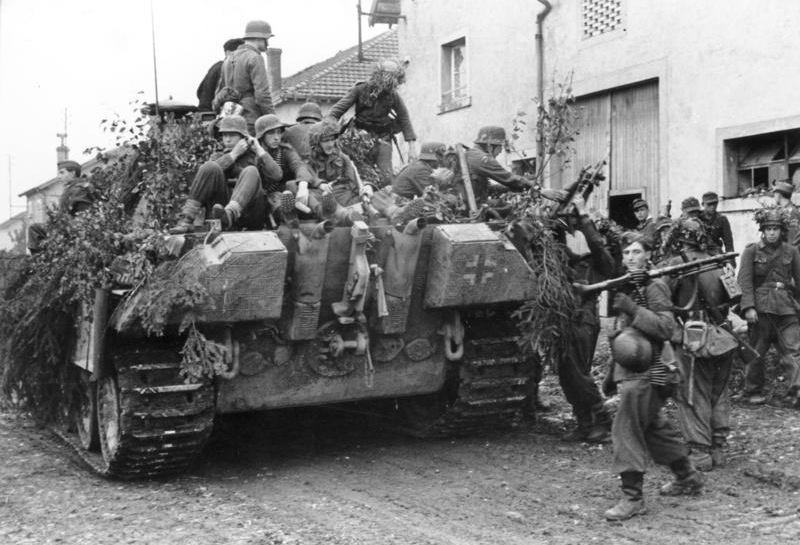
Немецкий танковый десант на тяжёлом танке PzKpfw V Panther во время Нормандской операции, 21 июня 1944 года

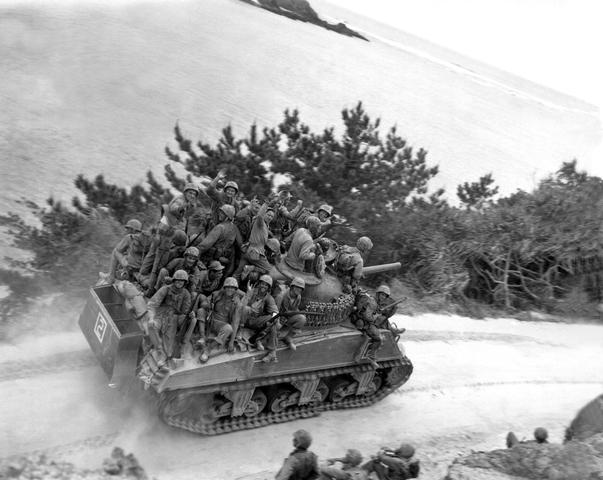
Американский танковый десант морских пехотинцев на Окинаве, 1 апреля 1945 года.

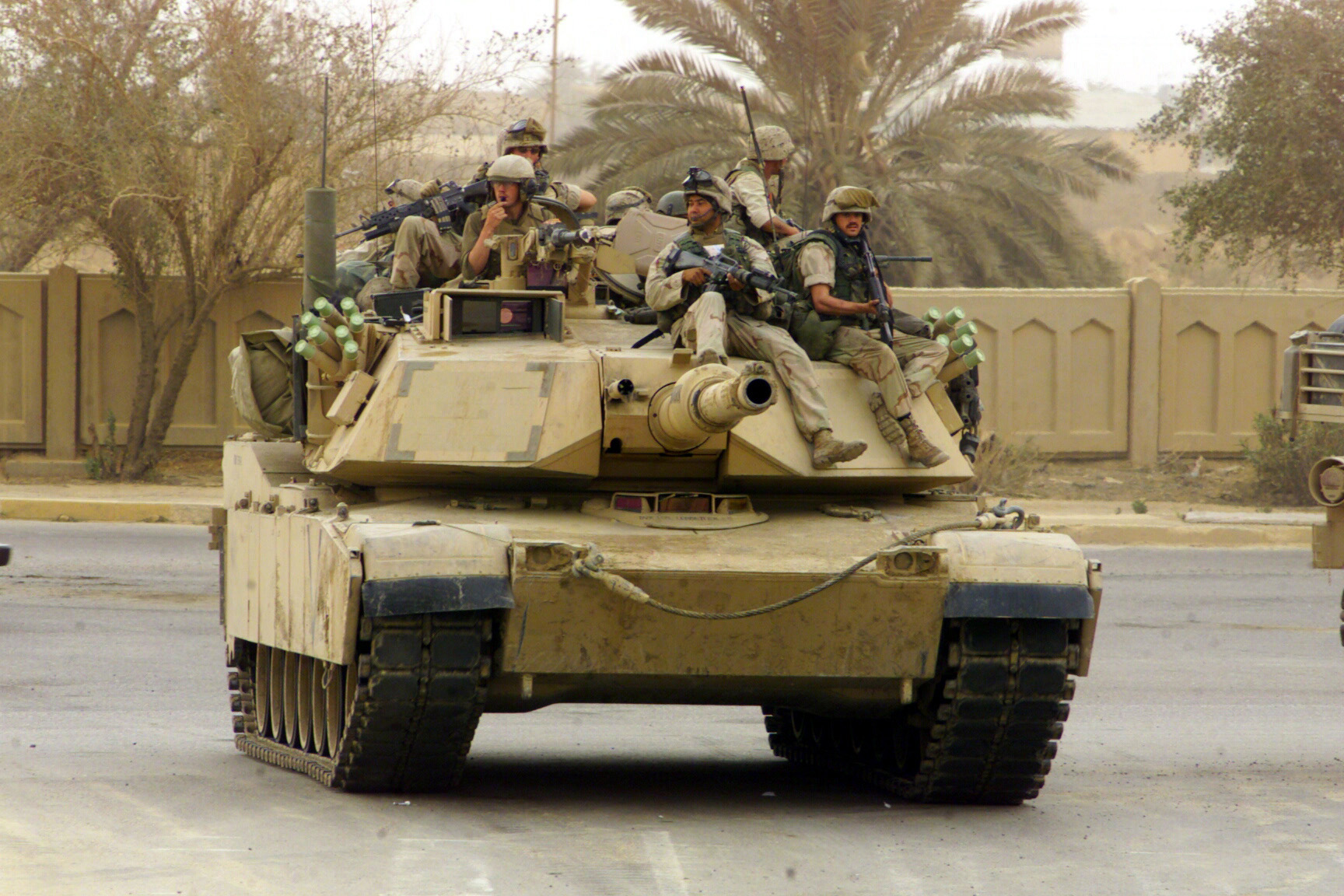
Американский танковый десант на ОБТ M1A1 Abrams на улицах Багдада, 4 сентября 2003 года.

Та́нковый деса́нт — стрелковое (впоследствии — мотострелковое) подразделение (десант), перевозящееся непосредственно на корпусах танков либо самоходных артиллерийских установок («на броне») с целью ведения совместных с ними боевых действий. Танковые десанты получили наибольшее распространение в период Второй мировой войны, впоследствии утратив своё значение в связи с механизацией и моторизацией стрелковых войск (пехоты), приведшей к повсеместному принятию на вооружение большого количества бронетранспортёров и боевых машин пехоты, однако иногда используются и в наши дни.

… около 3 800 километров, — таков мой боевой путь. Это очень много для командира моего ранга, непосредственного участника атак в общей цепи атакующих бойцов или на броне танков, развёрнутых в атаку.— Евгений Бессонов, «Танковый десант. 3 800 км на броне танка»

## История

### Вторая мировая война
В качестве десантов используются стрелковые подразделения, сапёры, пулемётчики, миномётчики и автоматчики. Они используются в основном для решения следующих тактических задач:
 а) разведка расположения противника;
б) разгром штабов, складов, железных дорог, станций, колонн противника;
 в) дезорганизация тыла и флангов противника;
 г) захват пунктов или узлов дорог с целью отрезать путь отходящему противнику;
 д) захват переправ, дефиле и т. д…— Е. Матвеев, IV. Действия танков с танковым десантом, «Боевые приёмы танкистов» 1942 год.
Танковые десанты активно применялись советскими войсками в период Великой Отечественной войны. В зависимости от конкретной ситуации, в состав танкового десанта включались от взвода до роты стрелков (пехотинцев), действовавших совместно с танковой ротой либо танковым батальоном; на корпусе одной машины, как правило, размещались около 8—10 человек.

На каждый средний танк был посажен десант по 5 — 6 человек, на тяжёлые танки и самоходно-артиллерийские установки — по 8 — 9 человек, или один расчёт станкового пулемёта, или два расчёта противотанковых ружей.— Боевые действия стрелкового батальона в танковом десанте при прорыве промежуточного рубежа обороны противника в условиях весенней распутицы и лесисто-болотистой местности, Боевые действия стрелкового батальона: Сборник боевых примеров из Великой Отечественной войны, Группа авторов, Москва, Воениздат, 1957 год
Танковый десант использовался при развитии наступления, преследовании противника или при прорыве предварительно надёжно подавленной обороны. Он был способен к эффективному выполнению широкого спектра задач, осуществление которых было затруднительным либо вовсе невозможным для танков: уничтожению препятствовавших продвижению танков противотанковых средств, прикрытию их от вражеских противотанковых САУ и истребителей танков (в особенности — в условиях плохой видимости), осуществлению разведки местности и противника, а также помощи танкам в преодолении особо сложных участков местности и множеству других.

308. Танковый десант под прикрытием танков: ведёт боевую разведку; охраняет танки от внезапного нападения, в особенности истребителей танков; очищает от противника дома, дворы и огороды; уничтожает препятствия, мешающие продвижению танков, и прикрывает огнём повреждённые танки до их восстановления или эвакуации.
309. Орудия танковой поддержки (пехотные и противотанковые), следующие с танковым десантом на прицепе у танков, по достижении заранее указанного рубежа отцепляются, занимают огневые позиции и сопровождают атаку танков и десанта огнём и колёсами.— Боевой устав бронетанковых и механизированных войск Красной Армии 1944 года, часть 1 (танк, танковый взвод, танковая рота) (М.), Воениздат
Количество человек десанта по маркам танков РККА:
- КВ-1 — 12;
- Т-34 — 12;
- Т-70 — 4;
- М-3с (М-IIIс) — 9;
- М-3л (М-ІІІл) — 7;
- МК-II — 11;
- МК-III — 10;[2]

### Послевоенный период
В послевоенный период, после всеобщего распространения бронетранспортёров и боевых машин пехоты, танковые десанты утратили большую часть своего былого значения — однако, в зависимости от ситуации, продолжили ограниченно применяться и позднее, не утратив полностью своей актуальности и в наши дни.

## В массовой культуре

### Кино
- «На войне как на войне» — советский кинофильм 1968 года, снятый по одноимённой повести режиссёром Виктором Трегубовичем на киностудии «Ленфильм». В данном фильме, как и в лёгшей в его основу повести, показан танковый десант и его действия.

### Скульптура
- П. Аникин, Танковый десант.

### Стендовый моделизм
Российской фирмой «Звезда» выпускался набор «Советский танковый десант» в масштабе 1:35(артикул 3544), в состав которого входили детали для сборки миниатюр отряда десантников в позах, позволявших использовать их в сочетании со сборными моделями бронетехники при создании стендовых работ на соответствующую тематику.